# موزه خانگی محمد سعید اردوبادی (باکو)
موزه خانگی محمد سعید اردوبادی (ترکی آذربایجانی: Məmməd Səid Ordubadinin ev muzeyi) در خانه ای ایجاد شده‌است که، هنرمند شناخته شده آذربایجانی محمد سعید اردوبادی زندگی نموده‌است. موزه در خیابان خاقانی شهر باکو قرار دارد.

## تاریخ موزه
موزه به فرمانی صادره توسط دستگاه‌های دستور دهنده شوروی مورخ ۱۶ ژوئن سال ۱۹۷۶، در ۲۱ اکتبر سال ۱۹۷۹ در خانه ای که وی از سال ۱۹۳۸ تا آخر عمرش زندگی کرده بود، راه اندازی گردید. موزه امروزه تابع وزارت فرهنگ و گردشگری جمهوری آذربایجان می‌باشد.

## نمایشگاه
بیش از ۲۰۰۰ اشیای نمایشی در مخزن موزه وجود دارد. ۳۰۰ تا از آنها به نمایش درآمده است. نمایشگاه شامل دو اتاق که مساحت کلشان ۶۰ متر مربع می‌باشد، می‌شود. در اولین اتاقی که، هم اتاق کاری و هم اتاق نشیمن نویسنده بوده‌است، لوازم خانگی، مبلمان، میز تحریر، عکس‌ها، نقاشی‌های کشیده شده با استفاده از گرافیک و رنگ روغن و کتاب‌های وی جمع‌آوری گردیده‌است. کل دورنمای اتاق همانگونه که در آخرین روزهای زندگی نویسنده بود، نگهداری شده‌است.
اتاق دوم تمام فعالیت‌های وی را انعکاس می‌بخشد. اینجا کلیه کتاب‌های منتشر شده وی از قرن ۲۰ تا کنون، دست‌نویسی‌هایش، نسخه‌هایی از روزنامه‌ها و مجلاتی که، کارمند آنها بوده‌است، و غیره… در معرض نمایش گذاشته شده‌است.
مدل خانه محمد سعید اردوبادی در نخجوان نیز یکی از اشیای نمایشی می‌باشد که، بازدیدکنندگان می‌توانند در موزه دیدن کنند.